# كارلوس إسحاق مونيوث
كارلوس إسحاق مونيوث (بالإسبانية: Carlos Isaac)‏ (30 أبريل 1998 في إسبانيا - ) هو لاعب كرة قدم إسباني في مركز الدفاع. لعب مع أتلتيكو مدريد.

## وصلات خارجية
- كارلوس إسحاق مونيوث على موقع الاتحاد الأوربي (الإنجليزية)
- كارلوس إسحاق مونيوث على موقع Soccerway.com (الإنجليزية)